# Campionati mondiali di nuoto in vasca corta 2010 - 100 metri farfalla femminili
Le qualifiche per le semifinali si sono svolte la mattina del 18 dicembre 2010, mentre le semifinali si sono svolte la sera dello stesso giorno. La finale si è svolta la sera del 19 dicembre 2010.

## Medagliere
| Posizione | Atleta            | Paese       |
| --------- | ----------------- | ----------- |
| Oro       | Felicity Galvez   | Australia   |
| Argento   | Therese Alshammar | Svezia      |
| Bronzo    | Dana Vollmer      | Stati Uniti |

## Record
Prima della manifestazione il record del mondo (RM) e il record dei campionati (RC) erano i seguenti:
| Record mondiale       | 55.05 | Diane Bui Duyet Francia   | 12 dicembre 2009 Istanbul, Turchia     |
| Record dei campionati | 55.89 | Felicity Galvez Australia | 13 aprile 2008 Manchester, Regno Unito |

Durante la competizione sono stati migliorati i seguenti record:
| Data             | Evento | Atleta          | Nazione   | Tempo | Record                |
| ---------------- | ------ | --------------- | --------- | ----- | --------------------- |
| 19 dicembre 2010 | Finale | Felicity Galvez | Australia | 55.43 | Record dei campionati |

## Risultati batterie
| Pos. | Batteria | Corsia | Atleta                     | Nazionalità        | Tempo       | Note        |
| ---- | -------- | ------ | -------------------------- | ------------------ | ----------- | ----------- |
| 1    | 6        | 4      | Inge Dekker                | Paesi Bassi        | 56.69       |             |
| 2    | 7        | 4      | Dana Vollmer               | Stati Uniti        | 56.72       |             |
| 3    | 7        | 5      | Felicity Galvez            | Australia          | 56.89       |             |
| 4    | 7        | 3      | Christine Magnuson         | Stati Uniti        | 56.90       |             |
| 4    | 8        | 5      | Jeanette Ottesen           | Danimarca          | 56.90       |             |
| 6    | 1        | 6      | Zige Liu                   | Cina               | 56.98       |             |
| 7    | 7        | 6      | Amit Ivry                  | Israele            | 57.14       |             |
| 8    | 8        | 4      | Therese Alshammar          | Svezia             | 57.15       |             |
| 9    | 6        | 3      | Jemma Lowe                 | Regno Unito        | 57.40       |             |
| 10   | 8        | 6      | Sarah Sjöström             | Svezia             | 57.68       |             |
| 11   | 1        | 2      | Ying Lu                    | Cina               | 58.02       |             |
| 12   | 7        | 7      | Alessia Polieri            | Italia             | 58.05       |             |
| 13   | 6        | 7      | Katerine Savard            | Canada             | 58.16       |             |
| 14   | 6        | 8      | Arianna Vanderpool-Wallace | Bahamas            | 58.21       |             |
| 15   | 7        | 8      | Sara Oliveira              | Portogallo         | 58.31       |             |
| 16   | 8        | 2      | Hang Yu Sze                | Hong Kong          | 58.33       |             |
| 17   | 6        | 5      | Ingvild Snildal            | Norvegia           | 58.57       |             |
| 18   | 5        | 2      | Mélanie Henique            | Francia            | 58.58       |             |
| 19   | 8        | 3      | Eszter Dara                | Ungheria           | 58.68       |             |
| 20   | 8        | 1      | Annika Saarnak             | Estonia            | 58.70       |             |
| 21   | 5        | 5      | Audrey Lacroix             | Canada             | 58.73       |             |
| 22   | 6        | 2      | Zsuzsanna Jakabos          | Ungheria           | 58.82       |             |
| 23   | 6        | 1      | Iris Rosenberger           | Turchia            | 59.03       |             |
| 24   | 8        | 7      | Amanda Loots               | Sudafrica          | 59.05       |             |
| 25   | 7        | 1      | Melanie Schweiger          | Svizzera           | 59.07       |             |
| 26   | 7        | 2      | Caterina Giacchetti        | Italia             | 59.27       |             |
| 27   | 5        | 6      | Katja Hajdinjak            | Slovenia           | 59.45       |             |
| 28   | 5        | 4      | Katarina Listopadova       | Slovacchia         | 59.63       |             |
| 29   | 5        | 3      | Hiroko Sugino              | Giappone           | 59.67       |             |
| 30   | 5        | 7      | Svetlana Fedulova          | Russia             | 59.74       |             |
| 31   | 6        | 6      | Wan-Jung Cheng             | Taipei cinese      | 59.91       |             |
| 32   | 8        | 8      | Daniele De Jesus           | Brasile            | 1:00.28     |             |
| 33   | 4        | 5      | Lisa Zaiser                | Austria            | 1:00.29     |             |
| 34   | 4        | 4      | Martina Van Berkel         | Svizzera           | 1:00.39     |             |
| 35   | 4        | 6      | Erika Torrellas            | Venezuela          | 1:00.59     |             |
| 36   | 4        | 8      | Meagan Lim                 | Singapore          | 1:01.23     |             |
| 37   | 5        | 8      | Jasmin Rosenberger         | Turchia            | 1:01.29     |             |
| 38   | 4        | 3      | Elimar Barrios             | Venezuela          | 1:01.30     |             |
| 39   | 5        | 1      | Sheng-Yo Ting              | Taipei cinese      | 1:01.70     |             |
| 40   | 4        | 2      | Diana Luna Sánchez         | Messico            | 1:01.94     |             |
| 41   | 3        | 6      | Patarawadee Kittiya        | Thailandia         | 1:02.01     |             |
| 42   | 4        | 7      | Farida Osman               | Egitto             | 1:02.15     |             |
| 43   | 3        | 4      | Oriele Alejandra Espinoza  | Perù               | 1:02.55     |             |
| 44   | 3        | 7      | Marie Laura Meza           | Costa Rica         | 1:03.18     |             |
| 45   | 3        | 8      | Karen Torrez               | Bolivia            | 1:03.21     |             |
| 46   | 3        | 5      | Cheok Mei Ma               | Macao              | 1:04.12     |             |
| 47   | 3        | 2      | Sherazade Amanda Ramond    | Marocco            | 1:05.24     |             |
| 48   | 3        | 1      | Davina Mangion             | Malta              | 1:06.97     |             |
| 49   | 2        | 4      | Dalia Torrez               | Nicaragua          | 1:07.19     |             |
| 50   | 1        | 7      | Hyon Gyong Ri              | Corea del Nord     | 1:07.74     |             |
| 51   | 2        | 5      | Carolina Alejandra Aguilar | Perù               | 1:07.87     |             |
| 52   | 2        | 6      | Emily Chan Chee            | Mauritius          | 1:08.34     |             |
| 53   | 2        | 2      | Tieri Erasito              | Figi               | 1:08.42     |             |
| 54   | 2        | 3      | Shannon Austin             | Seychelles         | 1:08.51     |             |
| 55   | 3        | 3      | Kiran Khan                 | Pakistan           | 1:08.96     |             |
| 56   | 2        | 7      | Judith Ilan Meauri         | Papua Nuova Guinea | 1:11.21     |             |
| 57   | 2        | 8      | Anham Salyani              | Kenya              | 1:14.89     |             |
| 58   | 1        | 4      | Soraya Oruya               | Kenya              | 1:16.83     |             |
| 59   | 2        | 1      | Ann-Marie Hepler           | Isole Marshall     | 1:19.06     |             |
|      | 1        | 3      | Gouri Jayesh Kumar Kotecha | Tanzania           | Non partita | Non partita |
|      | 4        | 1      | Monica Waage Johannessen   | Norvegia           | Non partita | Non partita |

## Semifinali
| Pos. | Batteria | Corsia | Atleta             | Nazionalità | Tempo | Note |
| ---- | -------- | ------ | ------------------ | ----------- | ----- | ---- |
| 1    | 1        | 6      | Therese Alshammar  | Svezia      | 55.99 |      |
| 2    | 2        | 5      | Felicity Galvez    | Australia   | 56.19 |      |
| 3    | 1        | 5      | Christine Magnuson | Stati Uniti | 56.55 |      |
| 4    | 1        | 3      | Zige Liu           | Cina        | 56.63 |      |
| 5    | 2        | 3      | Jeanette Ottesen   | Danimarca   | 56.74 |      |
| 6    | 2        | 4      | Inge Dekker        | Paesi Bassi | 56.85 |      |
| 7    | 2        | 7      | Ying Lu            | Cina        | 56.99 |      |
| 8    | 1        | 4      | Dana Vollmer       | Stati Uniti | 57.00 |      |
| 9    | 2        | 2      | Jemma Lowe         | Regno Unito | 57.18 |      |
| 10   | 2        | 6      | Amit Ivry          | Israele     | 57.22 |      |
| 11   | 1        | 2      | Sarah Sjöström     | Svezia      | 57.31 |      |
| 12   | 2        | 1      | Katerine Savard    | Canada      | 57.87 |      |
| 13   | 2        | 8      | Hang Yu Sze        | Hong Kong   | 58.11 |      |
| 14   | 1        | 7      | Alessia Polieri    | Italia      | 58.19 |      |
| 15   | 1        | 8      | Ingvild Snildal    | Norvegia    | 58.65 |      |
| 16   | 1        | 1      | Sara Oliveira      | Portogallo  | 58.72 |      |

## Finale
| Pos. | Corsia | Atleta             | Nazionalità | Tempo | Note                  |
| ---- | ------ | ------------------ | ----------- | ----- | --------------------- |
|      | 5      | Felicity Galvez    | Australia   | 55.43 | Record dei campionati |
|      | 4      | Therese Alshammar  | Svezia      | 55.73 |                       |
|      | 8      | Dana Vollmer       | Stati Uniti | 56.25 |                       |
| 4    | 6      | Zige Liu           | Cina        | 56.61 |                       |
| 5    | 1      | Ying Lu            | Cina        | 56.62 |                       |
| 6    | 2      | Jeanette Ottesen   | Danimarca   | 56.67 |                       |
| 7    | 3      | Christine Magnuson | Stati Uniti | 56.98 |                       |
| 8    | 7      | Inge Dekker        | Paesi Bassi | 57.46 |                       |